# Leopold Engleitner

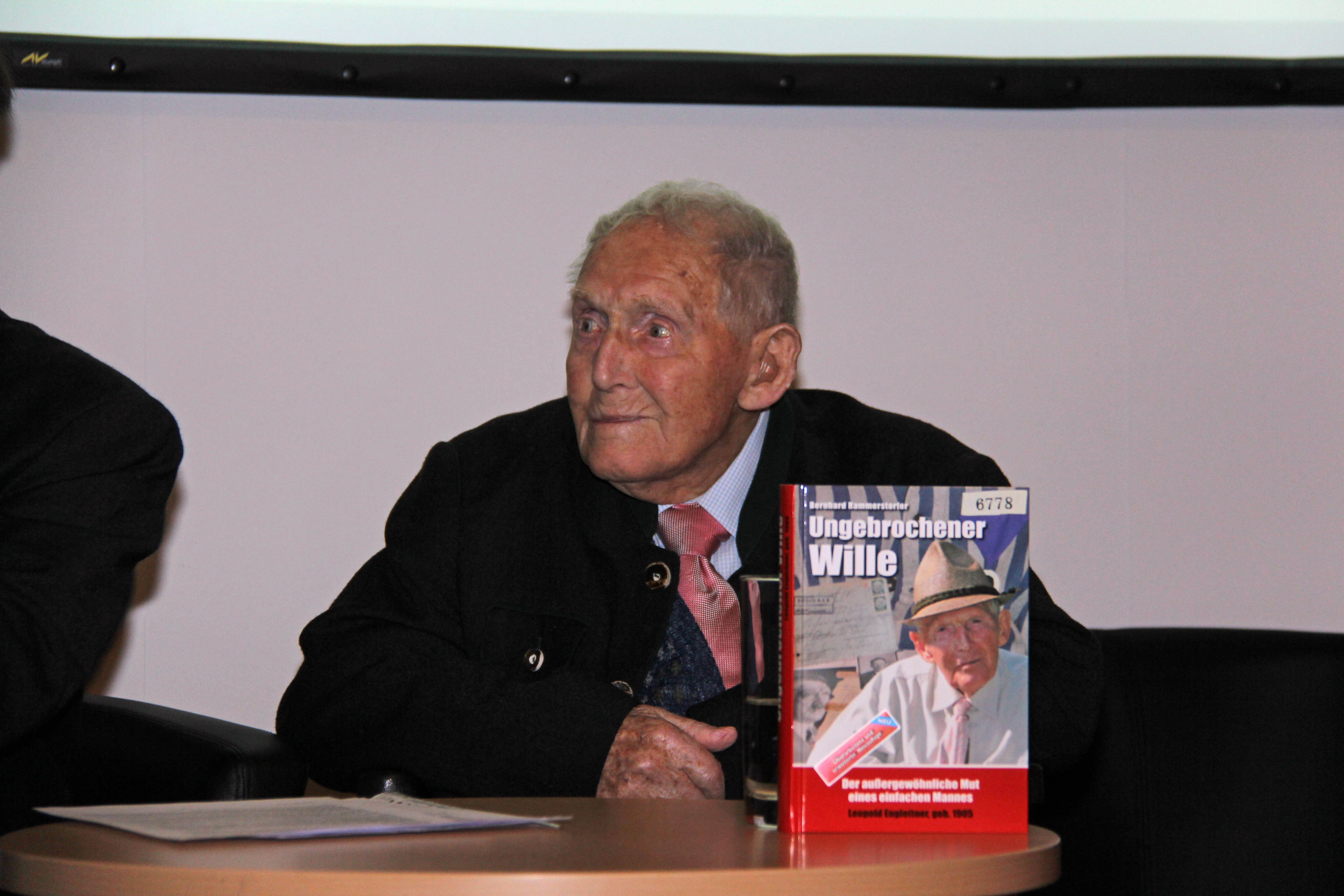
Leopold Engleitner auf der Frankfurter Buchmesse 2011

Leopold Engleitner (* 23. Juli 1905 in Aigen-Voglhub, Gemeinde Strobl; † 21. April 2013 in Puchenau) war ein österreichisches NS-Opfer. Er verweigerte als Zeuge Jehovas den Kriegsdienst und wurde in den drei Konzentrationslagern Buchenwald, Niederhagen und Ravensbrück interniert, deren ältester Überlebender er jeweils war. Engleitner war der älteste Österreicher und galt als weltweit ältester männlicher KZ-Überlebender. Tatsächlich dürfte hingegen Israel Kristal, der am 15. September 1903 in Polen geboren wurde, der älteste KZ-Überlebende gewesen sein.
Engleitner war Träger des Goldenen Verdienstzeichens der Republik Österreich und des Verdienstkreuzes am Bande des Verdienstordens der Bundesrepublik Deutschland.

## Leben
Leopold Engleitner wuchs in Bad Ischl auf und hatte als Kind auch aus der Ferne Begegnungen mit Kaiser Franz Joseph. Anfang der 1930er Jahre beschäftigte er sich intensiv mit der Bibel, wechselte seine Religion und ließ sich 1932 als Zeuge Jehovas taufen. In der Zeit des Austrofaschismus hatte er von Seiten seiner Umgebung und der Behörden mit religiöser Intoleranz bzw. Verfolgung zu kämpfen.
1938 kam er nach dem „Anschluss Österreichs“ aufgrund seiner Weigerung, seinen Glauben aufzugeben sowie in Hitlers Armee Kriegsdienst zu leisten, mit der Ideologie des Nationalsozialismus in Konflikt.

### Gefangenschaft und Kriegsende
Am 4. April 1939 wurde er in Bad Ischl von der Gestapo verhaftet und in Linz und Wels in Untersuchungshaft genommen. Vom 9. Oktober 1939 bis zum 15. Juli 1943 wurde er in den Konzentrationslagern Buchenwald, Niederhagen und Ravensbrück inhaftiert. Der einfache Bauernknecht brachte den Mut auf, seinem Gewissen zu folgen und den Dienst in Hitlers Armee zu verweigern. Er grüßte nicht mit „Heil Hitler!“. Im KZ Niederhagen lehnte es Leopold Engleitner ab, den „Revers“ (Erklärung) zu unterschreiben und damit seinem Glauben abzuschwören, obwohl ihm dies die Entlassung aus dem Konzentrationslager ermöglicht hätte. Engleitner kaufte sich im KZ einen Koffer für die unmöglich scheinende Heimreise. Trotz brutaler Behandlung in den Konzentrationslagern blieb sein Wille ungebrochen, für seine Grundsätze einzutreten und den Kriegsdienst abzulehnen. Im Juli 1943 wurde er, nur noch 28 Kilogramm wiegend, aus dem Konzentrationslager Ravensbrück unter der Bedingung entlassen, sich zur „lebenslangen Zwangsarbeit in der Landwirtschaft“ zu verpflichten.
Nach seiner Rückkehr in die Heimat arbeitete er auf einem Bauernhof in St. Wolfgang. Drei Wochen vor Kriegsende, am 17. April 1945, erhielt Engleitner allerdings doch noch den Einberufungsbefehl in die deutsche Wehrmacht zugestellt. Er leistete der Einberufung nicht Folge und entschloss sich zur Flucht in das Gebirge des Salzkammerguts. Dort versteckte er sich in der Meistereben Almhütte und in einer Höhle.
Am 5. Mai 1945 konnte Leopold Engleitner von seiner Flucht nach Hause zurückkehren und arbeitete zunächst weiter als Knecht auf dem Bauernhof in St. Wolfgang. Als er 1946 nicht mehr in der Landwirtschaft arbeiten wollte, wurde ihm dies vom Arbeitsamt Bad Ischl mit der Begründung, dass seine „Zwangsverpflichtung“ aus der NS-Zeit immer noch gültig sei, verweigert. Erst Interventionen von Seiten der amerikanischen Besatzungsmacht führten dazu, dass er im April 1946 von der Zwangsverpflichtung entbunden wurde.
Die Jahre nach dem Krieg waren für Leopold Engleitner von Ausgrenzung und Unverständnis geprägt.

### Biografie und Dokumentarfilme – Aktivitäten als Zeitzeuge in Europa und in den USA
Erst nachdem der Autor und Filmproduzent Bernhard Rammerstorfer sein Leben 1999 in dem Buch und dem Dokumentarfilm „Nein statt Ja und Amen“ dokumentiert hatte, wurde die Öffentlichkeit auf ihn aufmerksam. In der Zwischenzeit hielten Engleitner und Rammerstorfer Vorträge an Universitäten, Schulen und Gedenkstätten in Deutschland, Italien, Österreich, Russland, der Schweiz und den USA.
Im Jahr 2004 wurden das Buch und der Film in der englischen Fassung „Unbroken Will“ in Amerika publiziert und von Engleitner und Rammerstorfer bei einer Präsentationstour im United States Holocaust Memorial Museum in Washington, D.C., an der Columbia University in New York und im Simon Wiesenthal Center in Los Angeles präsentiert. Dadurch wurde er international zum Symbol für Mut, Toleranz und Grundsatztreue.
2006 unternahmen Engleitner und Rammerstorfer eine zweite Vortragstour durch die Vereinigten Staaten, wo sie Vorträge in Washington D. C. (Georgetown University), New York (Columbia University), Chicago (Harold Washington College), Skokie (Holocaust Memorial Foundation of Illinois), Palo Alto, San Francisco Bay (Stanford University) und Los Angeles (Los Angeles Museum of the Holocaust) hielten. Mittlerweile war Engleitner der älteste Überlebende der Konzentrationslager Buchenwald, Niederhagen und Ravensbrück.
2007 wurde das Buch in der französischen Fassung „Une volonté de fer“ veröffentlicht.
2008 veröffentlichte Rammerstorfer die Neufassung der Biografie Engleitners Ungebrochener Wille, die im Oktober 2008 auch auf der Frankfurter Buchmesse vorgestellt wurde. Fast 60 Jahre lang verschollene Briefe Engleitners aus der Gefangenschaft, Originalprotokolle und KZ-Tatsachenberichte sowie beinahe 100 Jahre zurückliegende traumatische Kindheitserlebnisse vereinen sich zu einem beeindruckenden Zeitzeugnis.
Eine berührende Kurzbiografie des deutschen Kriegsdienstverweigerers Joachim Escher zeichnet ein noch genaueres Bild jener Zeit. Escher war von 1937 bis 1945 in diversen Gefängnissen und den Konzentrationslagern Sachsenhausen, Niederhagen und Buchenwald inhaftiert. Im KZ Buchenwald musste er die als Geiseln inhaftierten früheren französischen Regierungsmitglieder Georges Mandel und Léon Blum bedienen.
Österreichs Bundespräsident Heinz Fischer bezeichnet in seinem Vorwort das Buch als „Markstein in der Berichterstattung über die Schrecken des Nationalsozialismus“. Weitere Vorworte wurden vom Gründer des Österreichischen Gedenkdienstes Andreas Maislinger, „Franz Jägerstätter und Leopold Engleitner“ und von Walter Manoschek, Universität Wien, „Was Engagement zu bewirken vermag“, verfasst.
2009 wurde das neue englische Buch Unbroken Will anlässlich der dritten Vortragstour durch die Vereinigten Staaten, an der Harvard University veröffentlicht. Engleitner und Rammerstorfer hielten Vorträge an folgenden Universitäten und Institutionen:
Harvard University, Cambridge, Massachusetts; Florida Holocaust Museum, St. Petersburg, Florida; Palladium Theater at St. Petersburg College, Florida; Los Angeles Museum of the Holocaust, California; University of California, Los Angeles (UCLA); Moorpark College, California; Ronald Reagan Presidential Library, California.
Die russische Übersetzung des Buches Ungebrochener Wille („Несломленная воля“) wurde 2009 in Russland veröffentlicht. Engleitner und Rammerstorfer präsentierten das Buch im September 2009 in Moskau im Central Journalist House und in der Buchhandlung „BIBLIO-GLOBUS“.
Selbst im hohen Alter scheute Leopold Engleitner keine Mühen und reiste als Zeitzeuge gegen das Vergessen von 1999 bis 2012 mit seinem Freund und Biografen Bernhard Rammerstorfer über 150.000 Kilometer zu Vorträgen an Schulen, Universitäten und Gedenkstätten in Europa, Russland und den USA.
Im November 2012 war er mit 107 Jahren sogar noch in den USA gereist, um im Laemmle's Town Center 5 in Encino, Los Angeles den neuen Dokumentarfilm "LADDER in the LIONS' DEN" (LEITER in der LÖWENGRUBE) über seine Lebensgeschichte persönlich vorzustellen.
Der Film "LADDER in the LIONS' DEN" wurde im April 2013 bei den Filmfestivals „Fallbrook International Filmfestival 2013“ in Kalifornien, USA, und „Rincòn International Film Festival 2013“ in Puerto Rico mit internationalen Filmpreisen ausgezeichnet.

### Rehabilitierung und Anerkennung
2006 erhielt Leopold Engleitner mit seinem Biografen Bernhard Rammerstorfer den Elfriede-Grünberg-Preis der Welser Initiative gegen Faschismus.
Am 30. Mai 2007 wurde Engleitner vom österreichischen Bundespräsidenten Heinz Fischer mit dem Goldenen Verdienstzeichen der Republik Österreich und vom deutschen Bundespräsidenten Horst Köhler mit dem Verdienstkreuz am Bande des Verdienstordens der Bundesrepublik Deutschland geehrt. Am 5. März 2008 erhielt er von Bürgermeister Hannes Heide den Ehrenring der Stadt Bad Ischl. 2009 wurde ihm das Ehrenzeichen der Marktgemeinde St. Wolfgang überreicht.

### Übersicht über die Verfolgung im Austrofaschismus von 1934 bis 1938
- Frühjahr 1934 – 48 Std. Haft: Gefängnis Bad Ischl
- Winter 1934/35 – 48 Std. Haft: Gefängnis Bad Ischl
- 5. Januar 1936 bis 30. März 1936: Gefängnisse St. Gilgen und Salzburg
- 19. September 1937 bis 14. Oktober 1937: Gefängnis Bad Aussee

### Übersicht über die Verfolgung während der Zeit des Nationalsozialismus
- 4. April 1939 bis 5. Oktober 1939: Gefängnisse Bad Ischl, Linz und Wels
- 5. Oktober 1939 bis 9. Oktober 1939: Transport ins Konzentrationslager (Gefängnisse Salzburg und München)
- 9. Oktober 1939 bis 7. März 1941: Konzentrationslager Buchenwald
- 7. März 1941 bis April 1943: Konzentrationslager Niederhagen in Wewelsburg
- April 1943 bis 15. Juli 1943: Konzentrationslager Ravensbrück
- 22. Juli 1943 bis 10. April 1946 (!): Zwangsarbeit in der Landwirtschaft
- 17. April 1945 bis 5. Mai 1945: Flucht ins Gebirge nach Einberufungsbefehl

### Der Song „Unbroken Will“
Im Mai 2009 schrieben die Songwriter Mark David Smith und Rex Salas aus Kalifornien den Song Unbroken Will für Leopold Engleitner. Ihm wurde dieses Lied, gesungen vom Sänger Phillip Ingram, am 22. Mai 2009 während einer Veranstaltung im Moorpark College in Kalifornien präsentiert. Der Song steht samt Text auf der Webseite www.rammerstorfer.cc als Download zur Verfügung.

## Internationale Filmpreise

### Für den FilmLADDER in the LIONS‘ DEN
- Gewinner: „Best Documentary Short“ beim Filmfestival „Fallbrook International Film Festival 2013“, Fallbrook, Kalifornien, USA
- Gewinner: „Best Short Documentary“ beim Filmfestival „Rincón International Film Festival 2013“, Rincón, Puerto Rico
- Gewinner: „Audience Choice Award for a Documentary“ beim Filmfestival „Marina del Rey Film Festival 2013“, Los Angeles County, Kalifornien, USA
- Gewinner: „Best International Feature Documentary“ beim Filmfestival „Laughlin International Film Festival 2013“,  Nevada, USA
- Offizielle Auswahl: „Festival of Tolerance: 7th Zagreb International Jewish Film Festival 2013“, Kroatien
- Offizielle Auswahl: „Festival of Tolerance: 1st Rijeka International Jewish Film Festival 2013“, Kroatien
- Offizielle Auswahl: „Chagrin Documentary Film Festival 2013“, Chagrin Falls, Ohio, USA
- Offizielle Auswahl: „Life Fest Film Festival 2014“, Hollywood, Kalifornien, USA
- Nominierung: "Alan Fortunoff Humanitarian Award" beim Filmfestival "Long Island International Film Expo 2014", Long Island, New York, USA
- Nominierung: "Best Documentary" beim Filmfestival "Long Island International Film Expo 2014", Long Island, New York, USA
- Offizielle Auswahl: „Green Bay Film Festival 2015“, Green Bay, Wisconsin, USA
- Gewinner: "Special Jury Mention" beim "European International Film Festival 2016", St. Petersburg, Russland
- Gewinner: "Best Documentary Short" beim Filmfestival "Cutting Edge International Film Festival 2016", Florida, USA
- Gewinner: "Audience Award" beim Filmfestival "Cutting Edge International Film Festival 2016", Florida, USA
- Gewinner: „Best Religious/Spiritual Film“ beim Filmfestival „Erie International Film Festival 2016“, Pennsylvania, USA
- Offizielle Auswahl: „GardenCity International Film Festival 2017“, Bangalore, Indien
- Gewinner: „Best Documentary Film“ beim Filmfestival „Switzerland International Film Festival 2018“, Schweiz, Europa
- Semi-Finalist: „Best Documentary“ beim Filmfestival "Film for Peace 2020", Toronto, Kanada

### Für den FilmTAKING THE STAND
- Gewinner: "Alan Fortunoff Humanitarian Award" beim Filmfestival "Long Island International Film Expo 2016", Long Island, New York, USA
- Nominierung: "Best Documentary" beim Filmfestival "Long Island International Film Expo 2016", Long Island, New York, USA
- Gewinner: "Best Short Documentary Film" beim Filmfestival "Laughlin International Film Festival 2016", Laughlin, Nevada, USA
- Finalist: European International Film Festival 2017, St. Petersburg, Russland
- Finalist: Golden Hollywood International Film Festival 2019, Hollywood, Kalifornien, USA

## Filme
- Bernhard Rammerstorfer (Produzent und Regisseur): Nein statt Ja und Amen. Leopold Engleitner: 100 Jahre ungebrochener Wille, 180 Min., 2005, ISBN 3-200-00279-4. Auch auf Englisch: Unbroken Will (2004).
- Bernhard Rammerstorfer (Produzent und Regisseur): Ungebrochener Wille auf USA-Vortragstour: Leopold Engleitners unermüdlicher Einsatz für Toleranz, Menschlichkeit und Frieden im 101. Lebensjahr, 50 Min., 2008
- Bernhard Rammerstorfer (Produzent und Regisseur): Im Zeugenstand: Was wir noch sagen sollten, 100 Fragen – 900 Antworten, Interviews mit Holocaust Überlebenden, 128 Min., 2012
- Bernhard Rammerstorfer (Produzent und Regisseur) mit Co-Produzent A. Ferenc Gutai: Ladder in the Lions' Den – Freedom Is a Choice, Nazi Concentration Camp Survivor Leopold Engleitner: A 107-Year-Old Eyewitness Tells His Story, 40 Min., 2012
- Bernhard Rammerstorfer (Produzent und Regisseur): LEITER in der LÖWENGRUBE – Was bedeutet Freiheit? KZ-Überlebender Leopold Engleitner: Ein 107-jähriger Zeitzeuge erzählt seine Geschichte, 44 Min., 2013

## Nachweise Filmpreise
- https://www.facebook.com/bernhard.rammerstorfer
- https://www.facebook.com/LeopoldEngleitner
- http://marinadelreyfilmfestival.blogspot.co.at/
- http://laughlinbuzz.blogspot.co.at/2013/10/2013-laughlin-international-film.html
- http://longislandfilm.com/2014-winners/
- http://www.tips.at/news/niederwaldkirchen/land-leute/346856-dokumentarfilm-ueber-kz-ueberlebenden-holte-in-russland-den-naechsten-filmpreis
- http://cuttingedgefilmfest.com/2016-cutting-edge-film-festival-award-winners/
- http://erieinternationalfilmfest.com/2016-erie-international-film-winners/
- http://www.nachrichten.at/oberoesterreich/salzkammergut/Ein-toter-Mann-der-dennoch-lebt;art71,2298375
- Österreichische Holocaust-Doku bei Festival in New York ausgezeichnet
- http://www.meinbezirk.at/urfahr-umgebung/lokales/neuerlicher-us-filmpreis-fuer-neuen-holocaust-dokumentarfilm-d1900137.html
- https://laughlinfilmfestival.squarespace.com/
- https://filmfreeway.com/FilmforPeace